# Малая ГЭС «Барс»
Малая ГЭС «Барс» (МГЭС «Барс») — строящаяся малая гидроэлектростанция на реке Фиагдон в Республике Северная Осетия-Алания, у селения Харисджин. 

## Конструкция станции
МГЭС «Барс» представляет собой бесплотинную деривационную малую ГЭС с напором 200 метров.
Состав основных сооружений ГЭС:
- водоприемник
- рыбоход
- водосброс
- отстойник
- деривационный водовод
- здание малой ГЭС
- распределительное устройство

Проектная мощность — 5 МВт, проектная среднегодовая выработка —  30 млн кВт·ч. В здании ГЭС будет установлено 2 гидроагрегата, мощностью по 2,5 МВт с ковшовыми турбинами, работающими при расчётном напоре 200,0 м. Строительство ГЭС началось в октябре 2023 года. Выход на проектную мощность запланирован во II кв. 2025 года.
Проектом предусмотрено создание рыбоходных сооружений для миграции рыб и установкой небольшой солнечной электростанции для собственных нужд объекта. Интеграция солнечной генерации позволит обеспечить 100% полезный отпуск электроэнергии, выработанной гидроагрегатами и технически переводит малую ГЭС в категорию гибридных электростанций. Поставку гидроэнергетических установок обеспечивает российская компания «ТурбоГрин» в партнерстве с китайской компанией «CSIC». Гидроагрегаты и вспомогательное оборудование будут произведены в России. 

## Экономическое значение
Малая ГЭС предназначена для энергоснабжения потребителей Алагирского района и развивающегося туристического центра Фиагдон. Новый объект даст району экологически чистую электроэнергию, повысит качество и надежность энергоснабжения, а также снизит сетевые потери. Малая гидроэлектростанция включена в схему и программу развития электроэнергетики республики, рассчитанную до 2026 года.

## История строительства
Планы по освоению гидропотенциала на р. Фиагдон появились достаточно давно. Еще в 2008 году фонд «Новая энергия» рассматривал возможность сооружения малой ГЭС, мощностью 5,1 МВт.  Ввод ГЭС был намечен на 4 квартал 2008 года, однако в установленные сроки ГЭС введена не была. Планы по развитию малой гидроэнергетики на р. Фиагдон обозначала и ГК «Меркурий», однако, впоследствии отказалась от реализации проектов без субсидий. В итоге строительство ГЭС на реке Фиагдон так и не началось. 
В 2021 году компанией «ЭкоЭнерджи Групп» были выполнены изыскательские работы и актуализация данных гидропотенциала р. Фиагдон. По результатам проведенных исследований была определена возможность создания на реке Фиагдон каскада из двух малых ГЭС по разработанной компанией технологии «ЭкоГЭС». Название малых ГЭС «Барс» было определено с учетом того, что кавказский барс является геральдическим символом Республики Северная Осетия-Алания. Кроме того компания «ЭкоЭнерджи» в течение ряда лет оказывала поддержку проекту восстановления кавказских барсов в Осетии. В связи с этим, было принято решение назвать малую ГЭС в честь краснокнижного хищника и часть прибыли от эксплуатации будущих объектов направить на поддержку сохранения кавказских барсов в регионе.
В конце 2021 года Министерством ЖКХ, топлива и энергетики РСО-Алания был проведен отбор проектов в рамках механизмов стимулирования развития возобновляемых источников энергии, по результатам которого малая ГЭС «Барс» была включена в Схему и программу развития электроэнергетики РСО-Алания на 2023-2027 гг.
Проектирование малой ГЭС началось в январе 2023 года с фокусом на повышении эффективности за счет: снижения потерь напора по трассе деривационного водовода, повышении выработки и полезного отпуска электроэнергии, а также на экологических и архитектурно-планировочных аспектах для максимальной интеграции объекта в историко-культурный, и природный ландшафт. В августе 2023 года при участии Министерства ЖКХ, топлива и энергетики Северной Осетии были согласованы вопросы технологического присоединения малой ГЭС «Барс» к энергосетям . 
27 октября 2023 года при участии Главы республики был заложен первый куб бетона в строительство малой ГЭС «Барс». По давней традиции энергетиков, в основание будущей ГЭС были заложены часы участников церемонии. Венчает первый куб бетона бронзовый оттиск следа кавказского барса – в поддержку программы восстановления леопарда (барса) на Кавказе. В рамках церемонии прошло также подписание контрактов на поставку оборудования для ГЭС.